# Castelli, Abruzzo
Castelli, Abruzzo là một đô thị và thị xã của Ý. Đô thị này thuộc tỉnh Teramo trong vùng Abruzzo. Castelli, Abruzzo có diện tích 49 km2, dân số theo ước tính năm 2010 của Viện thống kê quốc gia Ý là 1257 người. Castelli nằm trên một ngọn đồi dưới núi Cammicia ở phía đông của khối núi Gran Sasso. Thị xã nổi tiếng với một loại gạch trang trí maiolica.
Các đơn vị dân cư:
Đô thị Castelli, Abruzzo giáp với các đô thị: